# Иллюзия страха
«Иллюзия страха» — украинский художественный фильм.

## Сюжет
Экранизация романа известного украинского политика Александра Турчинова. Фильм показывает две параллельные жизни. Древний Израиль и наши дни.
История успешного бизнесмена Игоря Короба (Андрей Панин), который должен защищать свой бизнес в сложных условиях 90-х годов. Игорь становится жертвой бандитского «наезда»: его незаконно арестовывают, сажают в следственный изолятор, жесткими методами заставляют отказаться от проекта бизнес-центра. Оказавшись на свободе, Игорь клянется любой ценой вернуть права собственности на данный проект и отомстить обидчикам. После тяжелых физических и психологических испытаний Коробу начинает казаться, что он живёт параллельной жизнью в лице другого человека — а именно, легендарного библейского царя Соломона. Запутавшись и не понимая, что реально, а что нет, Игорь Короб перестает доверять даже самым близким друзьям. Теперь, под влиянием обстоятельств, он должен быстро определить зыбкую грань между действительностью и иллюзией, между друзьями и врагами, между настоящей жизнью и видениями.

## В ролях
- Андрей Панин — Игорь Короб / царь Соломон / Гарик
- Алена Бабенко — жена Игоря Короба / жена Соломона / жена Гарика
- Алексей Горбунов — Майор
- Сергей Гармаш — Прокурор / Советник царя Соломона
- Инга Стрелкова-Оболдина — Свидетель
- Александр Семчев — Пеньковский / Царедворец
- Алексей Петренко — Петровский
- Виктор Сарайкин — охранник Короба / охранник царя Соломона
- Давид Бабаев — врач
- Виталий Линецкий — Зек
- Даниил Спиваковский
- Игорь Яцко — Капитан
- Александр Данилевич
- Алексей Зубков — Мармазин

## Съёмочная группа
- Режиссёр: Александр Кириенко.
- Продюсер: Александр Турчинов, Юрий Бутусов, Дмитрий Колесников, Татьяна Смирнова.
- Сценарист: Александр Кириенко, Александр Турчинов, Юрий Бутусов.
- Оператор: Сергей Михальчук.
- Композитор: Звиад Болквадзе.